# Donald kacsa
|  | „Donald kacsa a rajzfilmekben – éppúgy, mint a szerencsétlenek a valóságban – azért kapja meg a maga verésadagját, hogy a nézők is hozzászokjanak a sajátjukhoz.” (Adorno) |

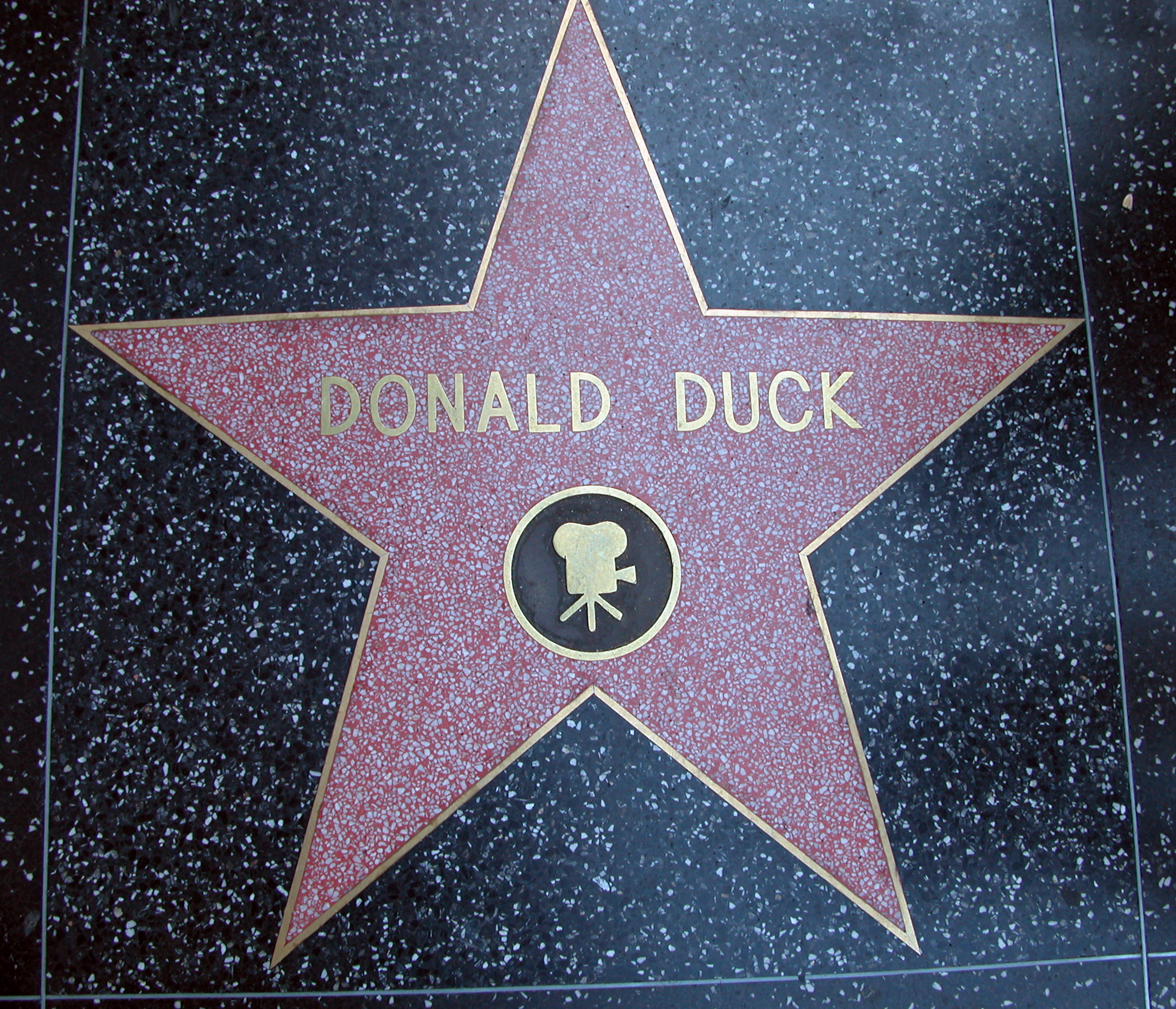
Csillaga a Hollywoodi hírességek sétányán

Donald kacsa (angolul: Donald Duck) a Walt Disney Stúdió rajzfilmjeiből ismerős rajzfilm- és képregényfigura. Jellegzetes hangja, amelyet Clarence Nash kölcsönzött neki, a rajzfilmipar egyik meghatározó figurájává tette. Donald a szárazföldön is matrózinget és -sapkát visel. A rajzfilmekben nem egy esetben van utalás arra, hogy foglalkozását tekintve tengerész, bár igen sok különféle szakmát űz az egyes epizódokban (szerelő, pilóta, árus, mezőgazdász, kétkezi munkás, rendész, tűzoltó, kertész stb.). Nadrágot viszont csak akkor húz, ha úszni megy… Az 1930-as években közösen szerepelt a Disney rajzfilmjeiben Mickey egérrel, Goofy-val és Plútó kutyával. Sokáig a képregényekben is csak velük együtt lépett fel, míg az 1930-as évek második felében Al Taliaferro és Ted Osborne megalkották az önálló karaktert. Elsősorban városlakót csináltak belőle, és adtak neki három unokaöcsöt (Tiki, Niki és Viki) – ebből alakult ki később a komplex Donald Kacsa-univerzum. Az 1940-es évektől aztán a figurát Carl Barks (képregények) és Jack Hannah (rajzfilmváltozat) vitte tovább.

## A 313-as
Donald kocsiját ugyancsak Taliaferro találta ki. Ezt Donald állítólag maga rakta össze mindenféle alkatrészekből. Az, hogy a kocsi állandóan lerobban és javításra szorul, a történetekben gyakori humorforrás.

## Donald kacsa a tévében
- 1934: The Wise Little Hen
- 1934: Jótékonysági est (Orphan's Benefit)
- 1935: The Band Concert
- 1936: Toby Tortoise Returns
- 1936: Moving Day
- 1936: Alpesi túra (Alpine Climbers)
- 1936: Donald és Pluto (Donald and Pluto)
- 1937: Don Donald
- 1937: Modern találmányok (Modern Inventions)
- 1937: Óratorony takarítók (Clock Cleaners)
- 1937: Magányos kísértetek (The Lonesome Ghosts)
- 1938: Donald's Better Self
- 1938: Mickey lakókocsija (Mickey's Trailer)
- 1938: Légy résen! (Good Scouts)
- 1938: Bálnavadászok (The Whalers)
- 1938: Donald's Lucky Day
- 1939: Donald's Penguin
- 1939: The Autograph Hound
- 1940: Kacsa úr kimenője (Mr. Duck Steps Out)
- 1940: Window Cleaners
- 1941: Korai nyugovó (Early to Bed)
- 1941: Truant Officer Donald
- 1941: A kelletlen sárkány (The Reluctant Dragon)
- 1942: The New Spirit
- 1942: Mickey szülinapi bulija (Mickey's Birthday Party)
- 1942: Donald's Snow Fight
- 1942: Donald, a londiner (Bellboy Donald)
- 1942: Donald Gets Drafted
- 1942: Saludos Amigos
- 1942: Donald defektet kap (Donald's Tire Trouble)
- 1943: Der Fuehrer's Face
- 1944: A három lovag (The Three Caballeros)
- 1945: A hipnotizőr (The Eyes Have It)
- 1945: The Clock Watcher
- 1945: Donald bűnt követ el (Donald's Crime)
- 1946: Donald autót fest (Wet Paint)
- 1947: Chip és Dale (Chip an' Dale)
- 1947: Straight Shooters
- 1947: Mickey egér, Donald kacsa és Goofy Csodaországban (Fun and Fancy Free)
- 1947: Donald balesete (Donald's Dilemma)
- 1947: A vándorbogár (Bootle Beetle)
- 1948: Inferior Decorator
- 1948: Papa kacsa (Daddy Duck)
- 1948: A beszédtabletta (Donald's Dream Voice)
- 1948: Donald pereskedik (The Trial of Donald Duck)
- 1948: Melody Time
- 1948: Sok hangya kacsát győz (Tea for Two Hundred)
- 1949: Slide, Donald, Slide
- 1949: Játékbarkácsolók (Toy Tinkers)
- 1949: Dióhéjban (All in a Nutshell)
- 1950: Szép nyári nap (Bee at the Beach)
- 1950: Horgásztársak (Hook, Lion and Sinker)
- 1951: Mézőrség (Bee on Guard)
- 1951: Donald a nyeregben (Dude Duck)
- 1951: A pöttöm pattogtatók (Corn Chips)
- 1951: A repülő mókus (Test Pilot Donald)
- 1952: Donald almái (Donald's Applecore)
- 1952: Let's Stick Together
- 1953: Medvetakaró (Rugged Bear)
- 1953: Az új szomszéd (The New Neighbor)
- 1953: Mogyoróért dolgozni (Working for Peanuts)
- 1954: Hogyan neveljünk gyereket? (Spare the Rod)
- 1954: Harc a sárkánnyal (Dragon Around)
- 1954: A nagy kanyon-kaland (Grand Canyonscope)
- 1955: Nincs vadászat (No Hunting)
- 1955: Fel a fára (Up a Tree)
- 1955: A mézéhes mackó (Beezy Bear)
- 1956: Hogyan szenvedjünk balesetet otthon? (How to Have an Accident in the Home)
- 1959: Donald kacsa Számországban (Donald in Mathmagic Land)
- 1959: Hogyan szenvedjünk balesetet a munkahelyünkön? (How to Have an Accident at Work)
- 1981: Mickey és Donald (Walt Disney's Mickey and Donald)
- 1983: Mickey egér – Karácsonyi ének (Mickey's Christmas Carol)
- 1983: Donald kacsa mozija (Donald Duck Presents)
- 1984: Donald Duck's 50th Birthday
- 1987: Kacsamesék (DuckTales)
- 1988: Roger nyúl a pácban (Who Framed Roger Rabbit)
- 1988: Mickey's 60th Birthday
- 1990: Koldus és királyfi (The Prince and the Pauper)
- 1992: Mickey's 60th Birthday
- 1993: Gézengúz hiúz
- 1995: Goofy (A Goofy Movie)
- 1996: Kacsacsapat (Quack Pack)
- 1999: Mickey egér – Volt egyszer egy karácsony (Mickey's Once Upon a Christmas)
- 1999: Fantázia 2000 (Fantasia 2000)
- 1999: Mickey egér művek (Mickey Mouse Works)
- 2001: Mickey varázslatos karácsonya: Hórabság az Egértanyán (Mickey's Magical Christmas: Snowed in at the House of Mouse)
- 2001: Mickey egér klubja (House of Mouse)
- 2001: Mickey's House of Villains
- 2004: Mickey egér – Volt kétszer egy karácsony (Mickey's Twice Upon a Christmas)
- 2004: Mickey egér – A három muskétás (Mickey, Donald, Goofy: The Three Musketeers)
- 2006: Mickey egér játszótere (Mickey Mouse Clubhouse)
- 2013: Mickey egér (Mickey Mouse)
- 2017: Mickey és az autóversenyzők (Mickey and the Roadster Racers)
- 2017: Kacsamesék (DuckTales)